# 東京電力パワーグリッド
東京電力パワーグリッド株式会社（とうきょうでんりょくパワーグリッド、英: TEPCO Power Grid, Inc.）は、関東地方、山梨県全域と静岡県富士川以東を供給区域とする東京電力グループ傘下の一般送配電事業者である。東京都千代田区内幸町（日比谷）に本社を置く。
東京電力ホールディングスの子会社で、2016年4月に東京電力が会社分割して発足した。会社設立は2015年4月である。略称は、東京電力、東電、または東電PG。

## 概要
送電線、変電所などの送配電網を維持して運用し、発電事業者、小売電気事業者など事業者に発電量調整供給、接続供給などの送配電サービスを提供する企業。発電事業者の発電所から受けた電力を小売電気事業者と契約する需要家へ自社の送配電網で給電し、対価として小売電気事業者から託送料金を収受する。
会社分割前の東京電力（東電）は、発電・送配電・小売供給の全てを1社に垂直統合した「発送配電一貫経営」の会社であったが、2016年（平成28年）4月の会社分割でそれぞれが別会社となり、当社は送配電を継承した。

## 沿革
- 2013年（平成25年）4月1日 - 東電の社内組織として「パワーグリッド・カンパニー」が発足[2]。
- 2015年（平成27年）
  - 4月1日 - 東電が「東京電力送配電事業分割準備株式会社」を設立。
  - 5月1日 - 東電と準備会社とが吸収分割契約を締結。
  - 6月25日 - 東電の株主総会が吸収分割契約を承認。
- 2016年（平成28年）
  - 3月4日 - 電力自由化に伴う家庭用スマートメーターの設置が大幅に遅延していることが報道され、経済産業省から行政指導[3]される。
  - 3月29日 - 経済産業大臣が東京電力の会社分割を認可する。
  - 4月1日 - 準備会社が商号を東京電力パワーグリッド株式会社に変更。吸収分割契約により一般送配電事業を東京電力ホールディングスから承継。
  - 6月17日 - スマートメーターによる電気使用量データ集積の遅延、電気料金の誤請求、コンピュータシステムの不具合などが頻発し、電力・ガス取引監視等委員会から業務改善勧告を受ける[4]。
  - 10月12日 - 午後に埼玉県新座市の国道254号地下の洞道に敷設されたOFケーブルの絶縁劣化による短絡で発火。洞道火災となり、東京都内の約58万6000軒で停電し、激しい道路渋滞も招いた（新座洞道火災事故）[5]。翌13日に東京電力ホールディングス社長の広瀬直己が経済産業大臣世耕弘成を訪問して陳謝した[6]。
- 2017年（平成29年）4月1日 - 東京電力ホールディングス（東電HD）が所有する水力発電所の保守・制御業務の受託を廃止し、業務を東電HDに移管[7]。
- 2019年（平成31年・令和元年）
  - 3月29日 - 1999年3月に運転を開始した八丈島地熱発電所を廃止[8]した。
  - 9月9日 - 令和元年房総半島台風（台風15号）で当社の送配電網が損壊し、約93万軒が停電した。
  - 9月14日 - 大規模停電が続く千葉県で、当初の見通し以上に停電が続いたため、社長の金子禎則は千葉県庁舎を訪れ、千葉県知事森田健作に陳謝[9]。

## 電気事業の概要

### 供給区域
当社が経済産業大臣から許可を受けて一般送配電事業を営む供給区域（供給エリア）は、関東地方1都6県、山梨県全域と、静岡県の富士川以東で、東京エリアと称する。旧・東京電力が一般電気事業の許可を受けた供給区域を引き継いだ。
- 茨城県・栃木県・群馬県・埼玉県・千葉県・東京都・神奈川県・山梨県
- 静岡県のうち熱海市・沼津市・三島市・富士宮市（昭和31年9月29日における庵原郡内房村の区域は、中部電力パワーグリッドの供給区域）、伊東市・富士市（平成20年10月31日における庵原郡富士川町の区域は、中部電力パワーグリッドの供給区域）、御殿場市・裾野市・下田市・伊豆市・伊豆の国市・田方郡・賀茂郡・駿東郡

### 東京エリアの概要
東京エリアの標準周波数は、50Hzである。ただし、群馬県の一部に60Hz提供地域がある。
2018年度（平成30年4月 - 平成31年3月）1年間の東京エリアの需要電力量は、2893億8700万kWhであり、同じ1年間の日本の需要電力量である8964億7300万kWhの1⁄3弱である。需要電力量は日本の10エリアで第1位で、第2位の関西エリア（関西電力送配電供給区域）の1449億9700万kWhの約2倍、第3位の中部エリアの1359億5700万kWhの2倍強である。
2018年度の最大需要電力は、7月23日（月曜日）午後3時に記録した5653万kW、最小需要電力は5月6日（日曜日）午前7時に記録した1984万kWで、最大需要電力は最小需要電力の約2.8倍であった。
2013年度から2017年度（平成25年4月 - 平成30年3月）の5年間の平均で、東京エリアは低圧電灯需要家1軒当たり停電回数0.11回/年、停電時間8分間/年であった。日本の停電回数0.20回/年、停電時間20分間/年で、関西エリアは停電が最小で停電回数0.09回/年、停電時間7分間/年である。

## 設備

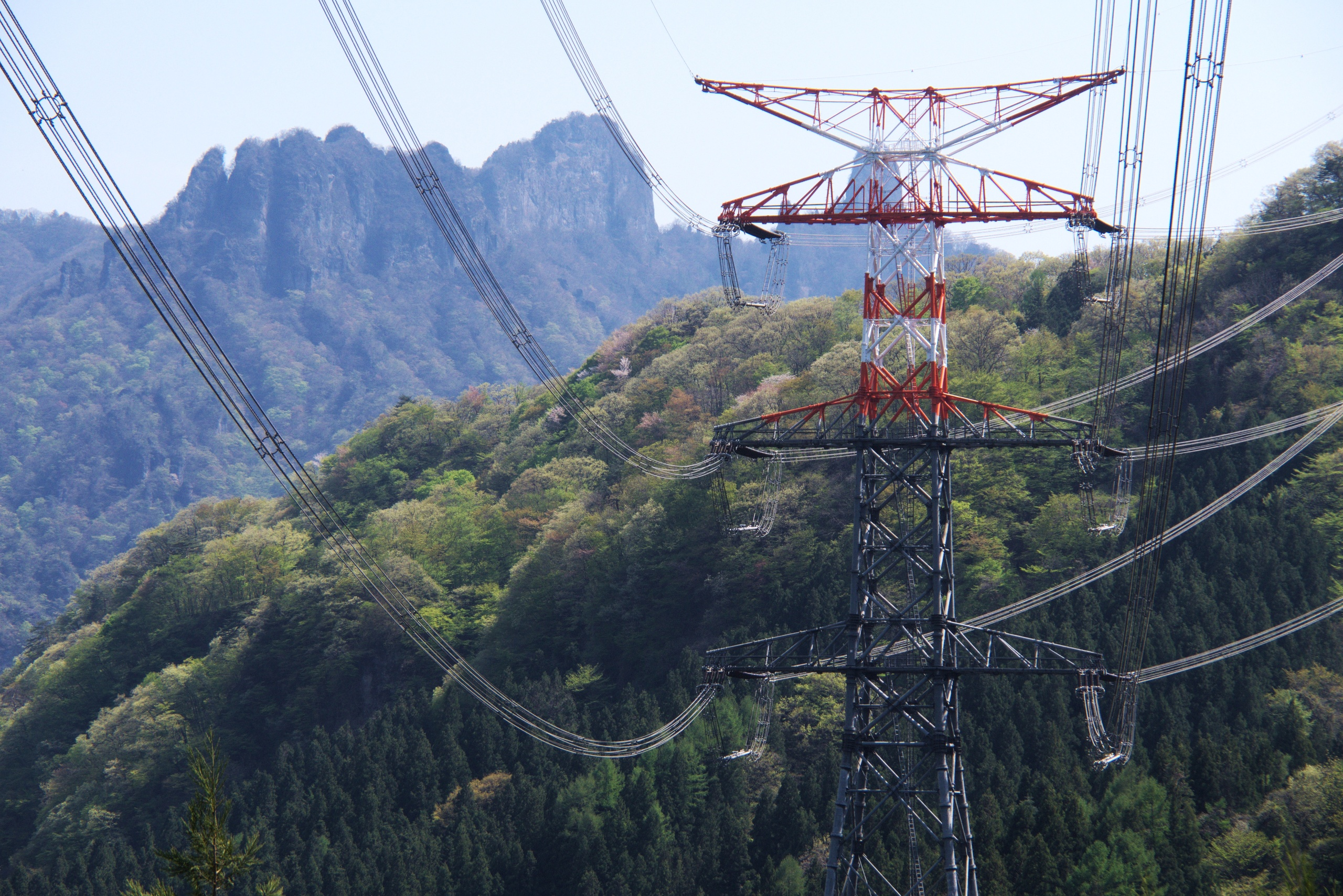
西群馬幹線（群馬県安中市）

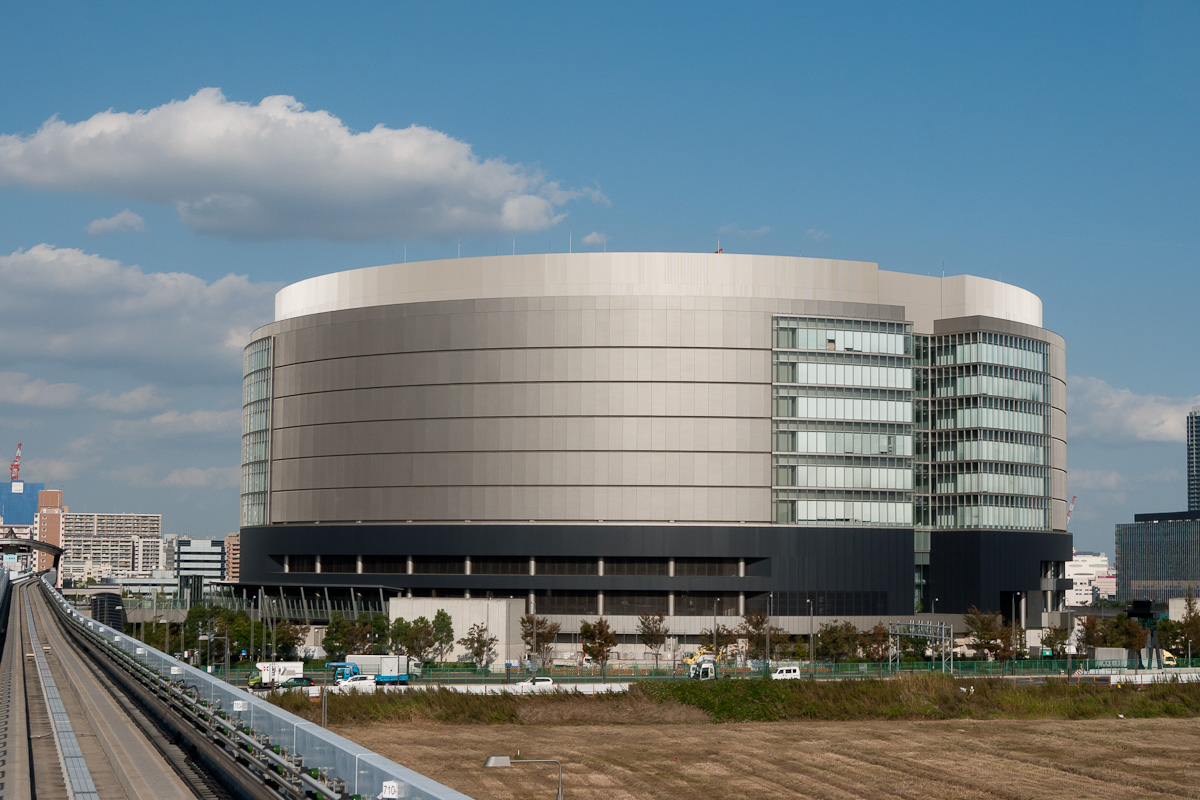
テプコ豊洲ビル(ビックドラム)
新豊洲変電所（東京都江東区、世界初の地下式500kV変電所）

### 設備の概要
2019年（平成31年）3月時点で、水力発電設備が1か所で50kW、内燃力発電設備が10か所で59,740kWがある。東電PGが保有する発電設備のみで電力系統に連系する他社の設備は含まない。送電設備として架空電線路の亘長が14,759km、地中電線路の亘長が6,420km、鉄塔などの支持物が50,044基ある。変電設備として変電所1,615か所がある。配電設備として架空配電線路の亘長が342,016km、地中配電線路の亘長が19,630km、電柱などの支持物が5,946,148基、柱上変圧器など変圧器が2,521,253個ある。
上述した東京電力管内首都圏1都7県と静岡県富士川以東のほかに、東北電力管内の福島県と新潟県、中部電力管内の長野県と岐阜県（一部を除く）と静岡県富士川以西に所在する。
東京都の島嶼部は、ほかの電力系統から孤立した10の離島系統を形成する。伊豆諸島に大島系統、利島系統、新島系統、神津島系統、三宅島系統、御蔵島系統、八丈島系統、青ヶ島系統、小笠原諸島に父島系統、母島系統があり、式根島は新島系統の一部である。
電圧階級は1,000kV、500kV、275kV、154kV、66kV、22kV、6.6kV、400V、230V、200V、100Vを採る。100万ボルトは日本最高の送電圧だが、運用されている送電線はまだない。
電力系統の運用を統括する中央給電指令所が東京都千代田区、配下に基幹系統給電指令所と都心系統給電指令所、複数の地方給電所、をそれぞれ配置する。

### 送配電網
基幹送電線に、首都圏のうち人口密度が高く需要が集中する地域を囲んで拠点変電所が配置され、これらの間を500kVの外輪線を巡り多重外輪線を構成する。最内側の500kV外輪線も千葉県船橋市の新京葉変電所附近を除いて国道16号より外側に位置する。外輪線に福島県、新潟県、長野県の電源地帯から伸びる電源線が接続する。以上が外輪系統である。
外輪系統の一部をなす西群馬幹線（西群馬開閉所 - 新富士変電所）、南新潟幹線（柏崎刈羽原子力発電所 - 西群馬開閉所）、東群馬幹線（西群馬開閉所 - 東群馬変電所）、南いわき幹線（南いわき開閉所 - 東群馬変電所）は、南新潟幹線の一部を除いて日本国内最高の1,000kVに対応する設計だが運用開始以来500kVで運用されている。
外輪系統より内側を都内導入系統と称し、地中送電線が多用されている。500kVの新豊洲線（新京葉変電所 - 新豊洲変電所、亘長39.50km）を除いて都内導入系統は275kV以下である。
供給区域の隣接する東北電力ネットワークとの間に東北東京間連系線があり、東北から東京へ送電可能な運用容量は5,000MW程度である。現在は新経路の連系線を建設して容量を倍増し、供給信頼度の向上を進めている。
中部電力パワーグリッドは供給区域が隣接するが周波数が異なり、東電PGと中部電力パワーグリッド間の電力融通に必要な周波数変換設備を東京中部間連系設備と称し、電源開発送変電ネットワークの佐久間周波数変換所、長野県東筑摩郡朝日村に位置する東電PGの新信濃変電所、中部電力パワーグリッドの東清水変電所の3か所に周波数変換設備が設置されている。2018年（平成30年）時点の容量は3か所合計で1,200MWである。新信濃変電所は900MW交直変換設備、中部電力パワーグリッドの飛騨変換所と同変電所を結ぶ亘長89kmの飛騨信濃直流幹線、それぞれ建設し、新信濃変電所の交直変換設備、飛騨信濃直流幹線、飛騨変換所が完成し、東電PGと中部電力パワーグリッド間で融通可能な電力は2,100MWに拡大。佐久間と東清水の設備を増強し、連系設備の容量を3,000MWに拡大する計画も進捗している。
中部電力パワーグリッドが長野県松本市に有する配電用変電所「霞沢変電所」は東電PGから50Hzで受電しており、上高地、旧奈川村などの梓川上流域の中部電力パワーグリッド供給区域内で50Hzの電力が供給されている。
北陸電力の栃尾発電所（岐阜県高山市奥飛騨温泉郷にある水力発電所）と東京電力リニューアブルパワーの霞沢発電所（長野県松本市の大正池下流にある水力発電所）は安房峠を越す154kV栃尾線で結ばれ、両発電所は50Hzと60Hzのいずれも発電可能である。栃尾線は、東電PGから北陸電力送配電へ融通する際は60Hz、北陸から東京へ融通する際は50Hzで運用される。東電PGと北陸電力送配電との間に周波数変換設備はなく、両社の間で直接融通可能な電力は、付近の50Hzと60Hz両用の水力発電所で発生した電力に限られる。
東電PGの送配電網は日本国内の他送配電会社に比して地中化率が高い。2017年（平成29年）3月時点で、送電線地中化率は日本全体で15.0% 、東電PGは30.3%、東京都区部は92.5%、配電線地中化率は日本全体で5.8%、東電PGは10.1%、東京都区部は47.1%であった。
東電PGの初年度である2016年度（平成28年度）の送配電損失率（送配電ロス率）は、4.1%であった。2017年度（平成29年度）は1軒当たりの停電回数が0.09回、停電時間が6分であった。

### 発電所
東電PGの発電所は、全て東京都島嶼部（伊豆諸島、小笠原諸島）に所在する。東京電力の会社分割の際、島嶼部の発電所は全て東電PGが承継した。
| 名称                   | 出力（kW） | 所在地             |
| ---------------------- | ---------- | ------------------ |
| 大島内燃力発電所       | 15,400     | 大島町（伊豆大島） |
| 利島内燃力発電所       | 720        | 利島村（利島）     |
| 新島内燃力発電所       | 7,700      | 新島村（新島）     |
| 神津島内燃力発電所     | 4,500      | 神津島村（神津島） |
| 三宅島内燃力発電所     | 5,000      | 三宅村（三宅島）   |
| 御蔵島内燃力発電所     | 600        | 御蔵島村（御蔵島） |
| 御蔵島水力発電所       | 50         | 御蔵島村（御蔵島） |
| 八丈島内燃力発電所     | 14,100     | 八丈町（八丈島）   |
| 青ヶ島内燃力発電所     | 640        | 青ヶ島村（青ヶ島） |
| 小笠原父島内燃力発電所 | 4,300      | 小笠原村（父島）   |
| 小笠原母島内燃力発電所 | 960        | 小笠原村（母島）   |

東電PGが旧・東京電力から承継した発電所は、他に3,300kWの八丈島地熱発電所があったが2019年（平成31年）3月に廃止され、跡地にオリックスが4,444kWの地熱発電所を建設予定である。

## 財務

### 廃炉等負担金と債務保証
旧・東京電力の会社分割時、原子力発電事業者としての地位・責任は分割されずに、東電本体（東京電力ホールディングス=東電HD）に残り、東電PGは福島第一原子力発電所事故に伴う法的責任は負っていない。
2017年（平成28年）に、福島第一原子力発電所の廃炉費用の一部を東電PGが負担することが、日本国政府の認定を受けた東電HDの「新々・総合特別事業計画」で決められた。この計画に基づき、2017年度（平成29年度）に東電HDと東電PGの間で、東電PGから東電HDに廃炉等負担金を毎年度支払う契約が締結された、と有価証券報告書に記載された。同年度に東電PGが支出した廃炉等負担金は1268億円で、東電PGは今後も毎年度1200億円程度を負担する予定である。
東電HDの借入金1兆円分について、東電PGが債務保証をしている。

### 電力債
東電PGは、2017年（平成29年）3月から一般担保付き社債（電力債）を発行している。信用格付けは他社の電力債に比して劣り、利回りは他社よりも高い。2019年7月12日に中部電力が発行した10年債の利回りは年0.224%で、ほぼ同時期の7月10日に東電PGが発行した10年債の利回りは年1.01%であった。10年債の場合、東電PGは中部電力の4.5倍の利子を支払うことになる。
電気事業法が改正されて、一般担保付き社債の発行は2025年3月末までとなる。

## 従業員
2024年（令和6年）3月時点で、東電PG単体の従業員は14,076人で、東京電力グループの全従業員約4万人の4割弱を占めて従業員数で東電グループ中最大である。平均年齢は45.3歳、平均勤続年数は22.4年、平均年間給与は約767万円と有価証券報告書に記載された。管理職以外の従業員は原則ユニオン・ショップとして、東京電力労働組合に加入する。
東電PG、子会社、関連会社を合わせた従業員数は20,356人である。

## グループ会社
2024年（令和6年）3月時点で、子会社10社、関連会社9社を有すると有価証券報告書に記載された。主な子会社は東京電設サービス（100%）、東電タウンプランニング（100%）、東電用地（100%）、東電物流（80%）で、持分法適用関連会社は関電工（46.6%、東証一部上場）、東光高岳（35.2%、東証一部上場）、アット東京（33.3%）の3社である。